# 10103 Jungfrun
10103 Jungfrun è un asteroide della fascia principale. Scoperto nel 1992, presenta un'orbita caratterizzata da un semiasse maggiore pari a 2,4021657 UA e da un'eccentricità di 0,1054611, inclinata di 7,31967° rispetto all'eclittica.